# スポーツランドやまなし
座標: 北緯35度45分45.47秒 東経138度30分26.87秒 / 北緯35.7626306度 東経138.5074639度
スポーツランドやまなしは、山梨県韮崎市にあるサーキットである。韮崎インターチェンジから約7kmの地点に位置する。略称はSLy。全長170mのラジコン用オーバルコース、ラジコンショップ、レンタルガレージも併設。

## コース
- 全長 1.2km(ショートコース利用時は850m)
- ホームストレート 230m
- 幅員 8m - 12m
- パドック 75台を収容可能

実写版「湾岸ミッドナイト」のロケでも使われた。